# Universidad de Flores
Universidad de Flores (engelska: University of Flores) är ett universitet i Argentina.   Det ligger i provinsen Río Negro, i den sydvästra delen av landet, 1 000 km sydväst om huvudstaden Buenos Aires. 